# 蘇來
蘇來（1956年—），本名龔宏琦，台灣台南人，詞曲創作者、創作歌手、音樂製作人、廣播主持人。其作品包括〈月琴〉等多首有名的校園民歌。

## 生平

### 早年生活
蘇來從小熱愛文藝。「蘇來」這個筆名是在他就讀台南二中時投稿校刊開始使用的，取自其於國文課本上讀到一句「后來其蘇」，再加上母親姓蘇，意義是「醒過來」。
蘇來在台南保安宮附近成長，兒時常在廟口聽戲曲。就讀台南金城國中時結識許乃勝，日後兩人合作創作了多首歌曲的詞曲。高中時參加詩社，就讀中興大學法商學院會計系時，擔任校內「螢星詩社」社長。
蘇來在學校參加過合唱團，並且邊看書邊學會彈吉他。蘇來放暑假回台南，剛好遇到廣播主持人陶曉清帶著第一代民歌手吳楚楚、胡德夫、楊祖珺、鍾少蘭、韓正皓、陳屏到台南成功大學開演唱會，這是蘇來生平第一次觀賞演唱會。從此引發出其強大的創作欲望，開始投稿到陶曉清主持的《中西民歌》節目。

### 音樂生涯

#### 「民謠風」與「金韻獎」
1979年，他參加海山唱片舉辦的第二屆「民謠風」比賽，獲得創作組第一名、演唱第五名。他創作的歌曲〈迎著風迎著雨〉、〈我居住的地方〉等歌曲被收錄在《民謠風3》合輯。〈迎著風迎著雨〉被救國團選為團康活動歌曲。蔡琴在海山唱片出版的第二張專輯《秋瑾》、第三張《你的眼神》中的〈秋瑾〉、〈你的眼神〉等歌曲都是出自蘇來的創作。
因與他同一屆參加「民謠風」比賽獲得第二名的鄭怡為「金韻獎」合輯錄唱，蘇來提供了他的創作〈微光中的歌吟〉，由鄭怡演唱收錄在《金韻獎5》。此後，蘇來將許多創作歌曲提供給新格唱片，包括由陳明韶演唱的〈浮雲遊子〉及王海玲演唱的〈偈〉、鄭怡演唱的〈月琴〉、施孝榮演唱的〈中華之愛〉等；其中〈中華之愛〉獲得金鼎獎最佳作曲獎。1980年，蘇來也參加了第四屆「金韻獎」比賽，名列優勝歌手。在《金韻獎9》中收錄有一首由蘇來演唱的歌曲〈焰火〉。
蘇來是民歌時期少數橫跨金韻獎及民謠風兩大陣營的人物。。

#### 「天水樂集」
1980年冬天，蘇來和蔡琴、李建復、李壽全、靳鐵章、許乃勝等人，為對抗詞曲賣斷的不合理制度，合組「天水樂集」，出版了《李建復專輯——柴拉可汗》與《蔡琴、李建復聯合專輯——一千個春天》。專輯中歌曲的作曲幾乎都是由蘇來與靳鐵章兩人包辦，主要是中國風格的歌曲。因兩張專輯銷售成績不佳，天水樂集宣告解散。

#### 個人專輯
1983年，蘇來在拍譜唱片發表了第一張個人專輯《讓我與你相遇》。其後陸續推出《夢的絲路》、《狂愛之徒》、《美麗的心情》、《牆角的蟑螂》等專輯。
1999年，在喜瑪拉雅唱片發行個人專輯《大火》。

#### 音樂製作
蘇來曾於幕後擔任薛岳《天梯》專輯總策劃，亦參與許多歌手如洪榮宏、堂娜、陳亮吟、李亞明等歌手的專輯製作企畫。

### 後續發展
蘇來於中國廣播電台、警察廣播電台、飛碟電台擔任多年廣播主持工作。飛碟電台主持節目《下午high一點》曾入圍民國89年廣播金鐘獎「談話性節目主持人獎」。
近年居住在北京，過著退休的生活。2015年，在台北小巨蛋舉辦的「民歌40」演唱會登台獻唱。

## 個人專輯
- 《讓我與你相遇》，拍譜唱片，1983年
- 《夢的絲路》，拍譜唱片，1984年
- 《狂徒之愛》，拍譜唱片，1984年
- 《美麗的心情》，拍譜唱片，1985年
- 《牆腳的蟑螂》，新格唱片，1986年
- 《蘇來 精選集》，曲盟文化，1990年
- 《大火》，喜瑪拉雅音樂，1999年

## 外部連結
- 苏来- 虾米音乐 （页面存档备份，存于）